# Murrhardt
Murrhardt è un comune tedesco di 14 294 abitanti, situato nel land del Baden-Württemberg.
Nella sua frazione di Vorderwestermurr vi sono le sorgenti della Murr.

## Storia
Sono presenti sul suo territorio le rovine di un forte di epoca romana appartenente al sistema difensivo del limes germanico-retico.